# Конрад Філіпп
Конрад Філіпп (нім. Konrad Philipp; 29 квітня 1888, Брюнн — 9 грудня 1961, Куфштайн) — австро-угорський, австрійський і німецький офіцер, генерал-майор вермахту.

## Біографія
Учасник Першої світової війни. Після завершення війни продовжив службу в австрійській армії. З 1 березня 1936 року — командир 2-го батальйон 139-го гірського єгерського полку. Після аншлюсу 15 березня 1938 року автоматично перейшов у вермахт, комендант Куфштайна.

## Звання
- Лейтенант (1912)
- Оберстлейтенант (1 березня 1936)
- Оберст (1 лютого 1939)

## Нагороди
- Ювілейний хрест
- Бронзова медаль «За військові заслуги» (Австро-Угорщина) з мечами
- Хрест «За військові заслуги» (Австро-Угорщина) 3-го класу з військовою відзнакою і мечами
- Орден Залізної Корони 3-го класу з військовою відзнакою і мечами
- Військовий Хрест Карла
- Медаль «За поранення» (Австро-Угорщина) з однією смугою
- Пам'ятна військова медаль (Австрія) з мечами
- Хрест «За вислугу років» (Австрія) 2-го класу для офіцерів (25 років)
- Золотий знак «За заслуги перед Австрійською Республікою»
- Почесний хрест ветерана війни з мечами
- Медаль «За вислугу років у Вермахті» 4-го, 3-го, 2-го і 1-го класу (25 років)
- Нагрудний знак «За поранення» в чорному